# Cryptophagus straussi
Cryptophagus straussi là một loài bọ cánh cứng trong họ Cryptophagidae. Loài này được Gangalbauer miêu tả khoa học năm 1897.